# Baishuimen Shuiku
Baishuimen Shuiku är en reservoar i Kina. Den ligger i provinsen Jiangxi, i den sydöstra delen av landet, omkring 150 kilometer söder om provinshuvudstaden Nanchang. Baishuimen Shuiku ligger 129 meter över havet. Arean är 1,0 kvadratkilometer. Trakten runt Baishuimen Shuiku består till största delen av jordbruksmark. Den sträcker sig 1,7 kilometer i nord-sydlig riktning, och 1,3 kilometer i öst-västlig riktning.
Genomsnittlig årsnederbörd är 2 221 millimeter. Den regnigaste månaden är juni, med i genomsnitt 358 mm nederbörd, och den torraste är oktober, med 20 mm nederbörd.